# Jiří Havrlant
Jiří Havrlant (* 14. června 1964) je český lékař, od 18. února 2019 zastává funkci ředitele Fakultní nemocnice Ostrava.

## Profesní kariéra
Jiří Havrlant získal atestaci v oborech chirurgie a veřejné zdravotní pojištění. V roce 2012 obdržel titul Master of Healthcare Administration. Od roku 1988 do roku 2004 působil jako lékař na chirurgickém oddělení Vítkovické nemocnice a. s. Ostrava. Mezi lety 1996 až 2003 zastával pozici vedoucího odboru revizních lékařů v RBP zdravotní pojišťovně, v téže pojišťovně působil od roku 2003 až do svého jmenování ředitelem nemocnice jako ředitel pro zdravotnictví. Dne 18. února 2019 jej ministr zdravotnictví Adam Vojtěch jmenoval ředitelem Fakultní nemocnice Ostrava.

### Střelba ve FN Ostrava
Dne 10. prosince 2019 došlo ve FN Ostrava ke střelbě, při které na místě zemřely čtyři osoby a další tři podlehly zraněním. Jiří Havrlant hodnotil zásah policie jako profesionální.

### Schůzka v restauraci na Vyšehradě
V noci na 22. října 2020 byl ministr zdravotnictví České republiky Roman Prymula vyfotografován jak údajně vychází z vyšehradské restaurace Rio's, která měla být vzhledem k opatřením souvisejícím s pandemií onemocnění covid-19 uzavřená. Dne 23. října jej po zveřejnění informací v tisku opoziční politici a členové vlády vyzvali k rezignaci. Jaroslav Faltýnek, který se zde s Prymulou sešel, se poslancům za toto setkání omluvil a vysvětlil, že šlo o pracovní schůzku v salonku uzavřené restaurace domluvenou s majitelem. Téhož dne k setkání Roman Prymula v dopoledních hodinách uvedl, že nevěděl, že se nachází v restauraci a že sem dorazil za účelem jednání a nikoliv stravování. V odpoledních hodinách dne 23. října 2020 na tiskové konferenci prohlásil, že se schůzka uskutečnila v soukromých prostorách Vyšehradské kapituly a že se nejednalo o restaurační zařízení. Prohlásil také, že si není vědom žádného pochybení a z vlastní vůle neodstoupí. Vyšehradská kapitula se záhy od vyjádření Prymuly distancovala. Jiří Havrlant, který byl setkání také přítomen, uvedl, že jednání probíhalo v uzavřeném neveřejném soukromém prostoru Vyšehradské kapituly a nebyl si vědom žádného porušení nařízení. Dne 27. října 2020 policejní prezidium potvrdilo, že Roman Prymula měl po dobu několika týdnů před schůzkou policejní ochranu a muž, který Prymulovi otevíral dveře od auta při odjezdu ze schůzky, byl policista v civilu.